# Quận Motley, Texas
Quận Motley (tiếng Anh: Motley County) là một quận trong tiểu bang Texas, Hoa Kỳ. Quận lỵ đóng ở thành phố Matador. Theo kết quả điều tra dân số năm  2000 của Cục điều tra dân số Hoa Kỳ, quận có dân số 1426 người.
Quận Motley là một trong 30 quận khô